# 523
523 (DXXIII) fue un año común comenzado en domingo del calendario juliano, en vigor en aquella fecha. 
En el Imperio romano, el año fue nombrado como el del consulado de Máximo sin colega, o menos comúnmente, como el 1276 Ab urbe condita, adquiriendo su denominación como 523 al establecerse el anno Domini por el 525.

## Acontecimientos
- Comienza la Guerra de Burgundia en la que los reyes francos  Clodomiro, Childeberto I y Clotario I atacan el reino burgundio de Segismundo.
- Juan I sucede a Hormisdas como papa.

### Arte y literatura
- Se construye la iglesia de San Sergio y San Baco en Constantinopla.[1]
- Boecio escribe su De Consolatione philosophiae

## Fallecimientos
- Trasamundo, rey de los vándalos y los alanos.
- Hormisdas, papa de la Iglesia católica.